# 山下保博
山下保博（Yasuhiro YAMASHITA 1960年4月26日 -出生于鹿儿岛县奄美大岛），建筑师，一级建筑士事务所、天工人・建筑设计事务所（Atelier Tekuto）创建人。开发了多种建筑的素材与构造、他的作品大多独特新颖。除了天工人・建筑设计事务所还建立了一般社团法人地域素材利用协会、奄美设计集团、奄美innovation股份有限公司。

## 来历・人物介绍
1960年出生于鹿儿岛县奄美大岛。在芝浦工业大学取得硕士学位后、先后在三家建筑设计事务所积累经验、最终于1991年成立了自己的设计事务所。
2004年获得世界青年建筑师奖ar+d award国际新人奖、釜山环保中心国际设计竞赛 1等奖、2013年釜石市设计竞赛中「小白浜地区复兴公营住宅1」获得建築家集団TeMaLi、2013年获得欧洲杰出建筑师论坛建筑奖（英国阿联酋绿叶奖）LEAF Awards 三类别得奖（英国）、1995 年阪神淡路大地震后就一直积极参与灾后重建的支援活动、2011年东日本大地震后与伊东丰雄一同完成了「釜石渔民之家」。
2013年成立了一般社团法人地域素材利用协会、通过对当地素材建筑方式的再整编、创造就业机会、从而起到发展当地支援地方的目的。特别是利用鹿儿岛火山灰—白砂（SHIRASU）建筑的住宅R.torso.C、于2016年获得了日本混凝土工学会奖、2017年获得ACI美国混凝土工学协会最优秀奖、2018年获得fib 国际混凝土工学协会 最优秀奖、在国内外均获得了较高的评价。
2014年担任九州大学客座教授并对高龄者设施进行了研究。
2016年起对奄美大岛的闲置房屋新进改建、励志将传统的・富有传说的建筑与集落的文化承传给下一代、建设了住宿设施「传泊」。
2018年7月「传泊 + ＭＡ-GUN广场・赤木名」开始营业、它是将奄美市笠利废弃的超市进行了改建、一处拥有住宿设施・高龄者设施・餐饮・商店等多功能的地域设施。我们不仅是它的设计者、还是它的拥有者与经营者。

## 获得奖项
- 2004年－世界青年建筑师奖ar+d award国际新人奖（英国）（Cell Bricks）、第11回空间设计竞赛作品部门金奖（日本）（Cell Bricks）
- 2005年－日本优良设计大奖 GOOD DESIGN AWARD （Lucky Drops）
- 2007年－*设计大奖Wallpaper * Design Award（英国伦敦）the Best Bolthole ,（Reflection of Mineral）、日本建筑内装学会学会奖 作品奖·住宅部门 （日本）（aLuminum-House）
- 2008年－国际建筑奖International Architecture Awards （美国）（Reflection of Mineral）、第15回空间设计竞赛金奖 , TwinBricks （日本）（White Ladybird）、2008布拉格建筑学院奖ARCHIP ARCHITECTURE AWARD 2008个人住宅创新类最优秀奖 （捷克）（Reflection of Mineral）
- 2009年－日事连建筑赏（日本建筑师事务所协会联合会）（Reflection of Mineral）、第16回空间设计竞赛 金奖 （Ethiopia Millenium Pavilion）
- 2010年　铝材协会赏/主办方：一般社团法人 日本铝材协会 开发奖（A-ring）、第32回（平成21年度）金泽都市美文化奖（A-ring）、照明普及奖优秀设施奖（A-ring）
- 2011年－第18回空间设计竞赛最优秀奖（日本）（earth bricks）、2011绿色优秀设计奖Green Good Design Award（美国）（A-ring）、第四回可持续发展住宅奖优秀奖 （日本）（A-ring）、（美国）2011 住宅建筑设计奖 现存保护部门大奖Residential Architect Design Awards , YA-CHI-YO
- 2012年－日本优良设计大奖 GOOD DESIGN AWARD（日本）（earth bricks）
- 2013年－2013欧洲杰出建筑师论坛建筑奖（英国阿联酋绿叶奖）LEAF Awards 三类别得奖（英国）、1年度最佳个人住宅 ： Boundary House、2年度最佳可持续发展建筑 ： 储备仓库、3年度最佳未来建筑 ： 釜石市公民馆及复兴公营住宅* 2014年－平成26年度 日本建筑师事务所协会联合会优秀奖（日本）（Boundary House）、JIA建筑奖 日本建筑家协会奖（日本）（Boundary House）、2014国际建筑奖International Architecture Awards （美国） （釜石市公民馆及复兴公营住宅）]
- 2015年－亚洲建筑师协会奖金奖ARCASIA Awards for Architecture （Boundary House）亚洲建筑师协会奖金奖ARCASIA Awards for Architecture （Boundary House） （页面存档备份，存于）
- 2016年－日本混凝土工学会奖（日本）（R·torso·C）
- 2017年－ACI美国混凝土工学协会最优秀奖（R·torso·C）ACI美国混凝土工学协会最优秀奖 （R·torso·C）
- 2018年－fib 国际混凝土工学协会 最优秀奖 （R·torso·C）国际混凝土工学协会 最优秀奖 （R·torso·C）

## 著书
- 2009年　天工人(tekuto)方式―设计事务所获得工作的运营模式/彰国社
- 2010年　素材・构造的建筑/彰国社
- 2012年　倾听素材的声音/flick studio、Tomorrow　-建筑的冒险 -/TOTO 出版
- 2012年　Tomorrow -- 建築の冒険/TOTO出版[2]